# Kamp (Bergen)
Kamp is een buurtschap in de gemeente Bergen in de Nederlandse provincie Limburg. Het ligt drie kilometer ten zuiden van het dorp Nieuw Bergen, tussen het dorp Aijen en de buurtschap 't Leuken.
Aan Op de Kamp 14 vindt men de Sint-Rochuskapel. 
Dorpen: Afferden · Nieuw Bergen · Siebengewald · Well · Wellerlooi

Buurtschappen en gehuchten: Aijen · Beekheuvel · Bergen · Bergsche Heide · Bleijenbeek · Bosscherheide · Elsteren · Gening · Groote Horst · Hengeland · Heukelom · Kamp · Kleine Horst · Knikkerdorp · Koekoek · Lakei · 't Leuken · Op de Belt · Rimpelt · Smal · Tuindorp · Vrij · Zeelberg